# Скачков Микола Павлович
Скачков Микола Павлович (22 березня 1915 — 24 квітня 1944) — учасник Німецько-радянської війни, Герой Радянського Союзу.

## Біографія
Народився в селищі Щербинівка, нині місто Торецьк Донецької області в родині робітника. 1939 року закінчив Дніпропетровський гірничий інститут. Працював завідувачем навчальною частиною навчального комбінату шахти імені Ф. Е. Дзержинського, пізніше начальником дільниці шахти.
У Червоній Армії з червня 1941 року. Відправився на фронт у другий день Великої Вітчизняної війни, брав участь у боях з жовтня 1941 року. Командир батареї 1070-го винищувально-протитанкового артилерійського полку 27-ї армії Воронезького фронту, старший лейтенант.
Воював на Південному, Воронезькому і 1-м Українському фронтах. Брав участь у Битві на Курській дузі, у звільненніЛівобережної України, форсуванні Дніпра 1943 року. В ніч на 3 жовтня 1943 року перетнув Дніпро у районі села Зарубинці, Черкаська область, вогнем придушив вогневі точки ворога, чим сприяв піхоті, забезпечував переправу через річку інших військових підрозділів.
24 квітня 1944 року в районі міста Тлумач Івано-Франківської області у командний пункт Скачкова влучила бомба ворога. Похований у смт Гвіздець Івано-Франківської області.

## Нагороди
- 24 грудня 1943 року Микола Скачков нагороджений медаллю Героя Радянського Союзу.
- орден Леніна.
- орден Вітчизняної війни 1-го ступеня.
- орден Червоної Зірки.

## Вшанування пам'яті
- У Торецьку М. П. Скачкову встановлено пам'ятник, його ім'ям названо вулицю і середню школу № 8.
- В селищі міського типу Гвіздець М. П. Скачкову встановлено стелу.